# The Man (canção de Ed Sheeran)
"The Man" é uma canção gravada pelo músico inglês Ed Sheeran, divulgada a partir de 19 de Junho de 2014 através das editoras discográficas Atlantic e Asylum como o primeiro single promocional do seu segundo álbum de estúdio, intitulado × (2014).

## Desempenho nas tabelas musicais
| País — Tabela musical (2014)                       | Posição de pico |
| -------------------------------------------------- | --------------- |
| Dinamarca — Single Top-40 (Hitlisten)              | 9               |
| França — Top Singles (SNEP)                        | 49              |
| Irlanda — Singles Top 50 (IRMA)                    | 80              |
| Países Baixos — Single Top 100 (MegaCharts)        | 56              |
| Espanha — Top 100 Canciones (PROMUSICAE)           | 50              |
| Reino Unido — Official Singles Chart Top 100 (OCC) | 87              |

Certificações e vendas
| Região — Associação (Vendas) | Certificação |
| ---------------------------- | ------------ |
| Reino Unido — BPI (200 000)  | Prata        |